# Lancia Stratos
Lancia Stratos är en sportbil, tillverkad av den italienska biltillverkaren Lancia mellan 1974 och 1975.

## Bakgrund
Bertone visade upp en designövning, kallad Stratos, i sin monter på Turin-salongen 1970. Bilen hade en mycket radikal kaross och saknade bland annat sidodörrar. Istället gick man in i bilen genom den öppna vindrutan. Mekaniken hämtades från Lancia Fulvia HF, men enligt tidens mode var motor och växellåda placerade mitt i bilen.
Lancias tävlingsansvarige Cesare Fiorio insåg att här fanns grunden till den bil som skulle hjälpa Lancia att fortsätta dominera rallysporten. Ett år senare, på Turin-salongen 1971, visades en närmast produktionsklar prototyp upp, kallad Lancia Stratos HF. Karossen hade nu fått en något mer praktisk utformning, men hade kvar sin karaktäristiska kilform. På de flesta mittmotorbilar är bristen på bagageutrymme ett problem och Stratosen var inget undantag. Bilens enda bagageutrymme var dörrfickorna. Dessa var utformade så att de rymde var sin förarhjälm.

## Motor
Fiorio insåg att Lancias gamla V4-motor inte längre var konkurrenskraftig och såg därför till att den ersattes av Ferraris Dino-V6:a. Eftersom Fiat kontrollerade bägge företagen var beslutet snabbt taget och Ferrari var ändå på väg att ersätta motorn med Dino-V8:n i sina egna mittmotorvagnar.
Gatbilarna tog motorn rakt av från Dino 246, där den lämnade 190 hk. I rallyutförande trimmades denna tvåventilsversion till runt 230 hk. Grupp 4-reglementet tillät även en fyrventilsversion med runt 300 hk.
För sportvagnsracing enligt Grupp 5-reglementet, försågs motorn med turbo och lämnade då effekter uppåt 500 hk.

## Produktion
Homologering enligt grupp 4-reglementet krävde att 500 bilar skulle serietillverkas. Dessa bilar byggdes mellan 1974 och 1975. Lancia byggde ett rörramschassi och monterade in motorn, som byggdes av Fiat. Chassit kläddes slutligen med glasfiber-karossen, som kom från Bertone.
Uppgifterna om antalet tillverkade bilar varierar kraftigt, men de mest trovärdiga källorna talar om runt 490 exemplar.

## Motorsport
Stratosen var den första bilmodell som byggts speciellt för att användas till rally. Lancia började tävla med bilen redan 1972, då i olika prototypklasser. FIA godkände bilen för tävlingsbruk i oktober 1974 och den tog då över från  Fulvian som Lanciastallets officiella tävlingsbil. Lancias satsning på rally-VM var mycket framgångsrik. Men 1977 drog man ner på tävlandet, eftersom moderbolaget Fiat ville matcha fram sin egen 131 Abarth. Men Stratosen vann fortfarande VM-tävlingar så sent som 1979, i privat regi.
Till bilens rallyframgångar hör:
- Tre totalsegrar i rally-VM mellan 1974 och 1976.
- Fyra segrar i Monte Carlo-rallyt åren 1975 till 1977, samt 1979.
- Seger i Svenska rallyt 1975, med Björn Waldegård.

Från 1976 tävlade Lancia i sportvagns-VM med Stratos i grupp 5-trimning. Satsningen ledde inte till några större framgångar.

## Bilder

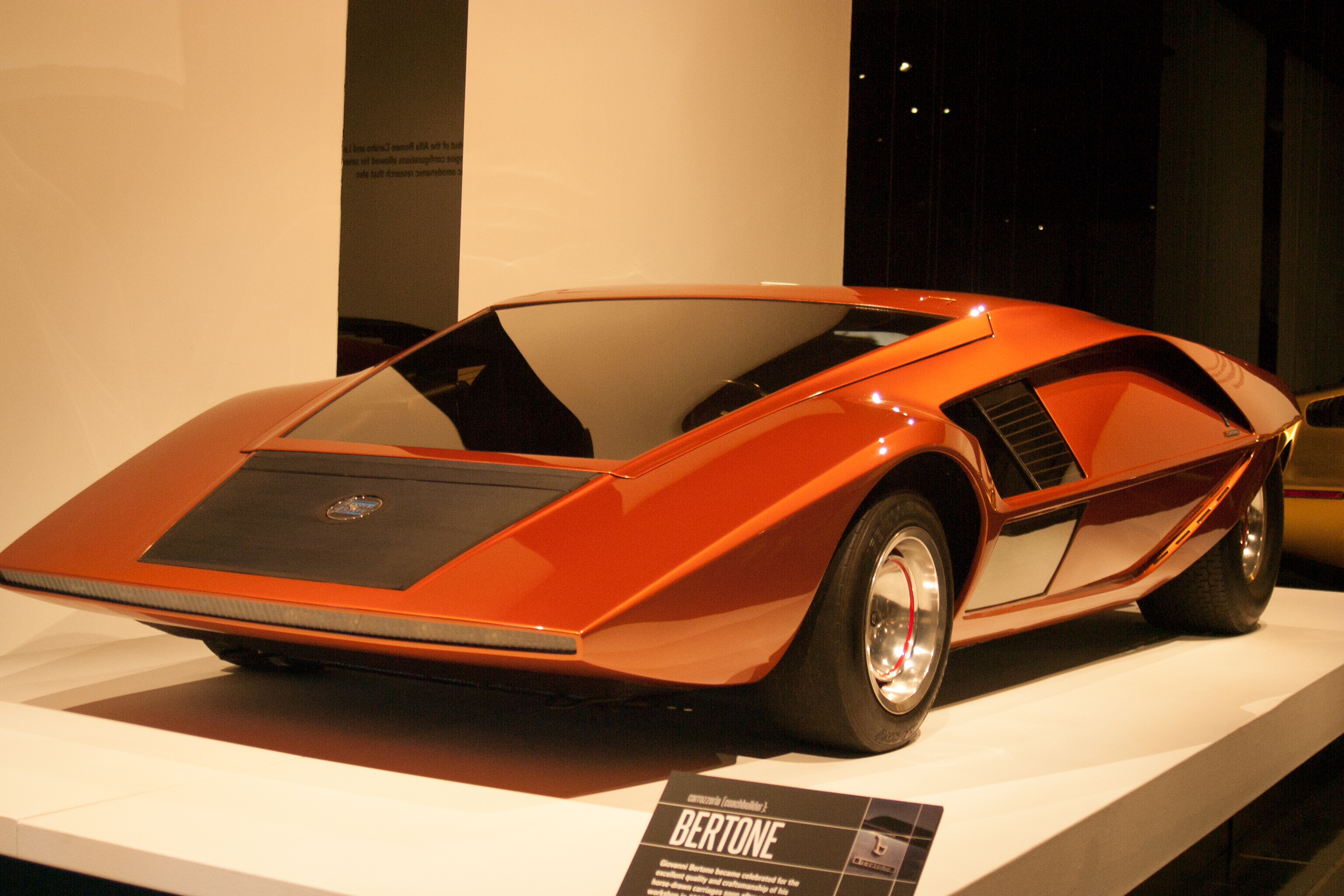
Bertone Stratos
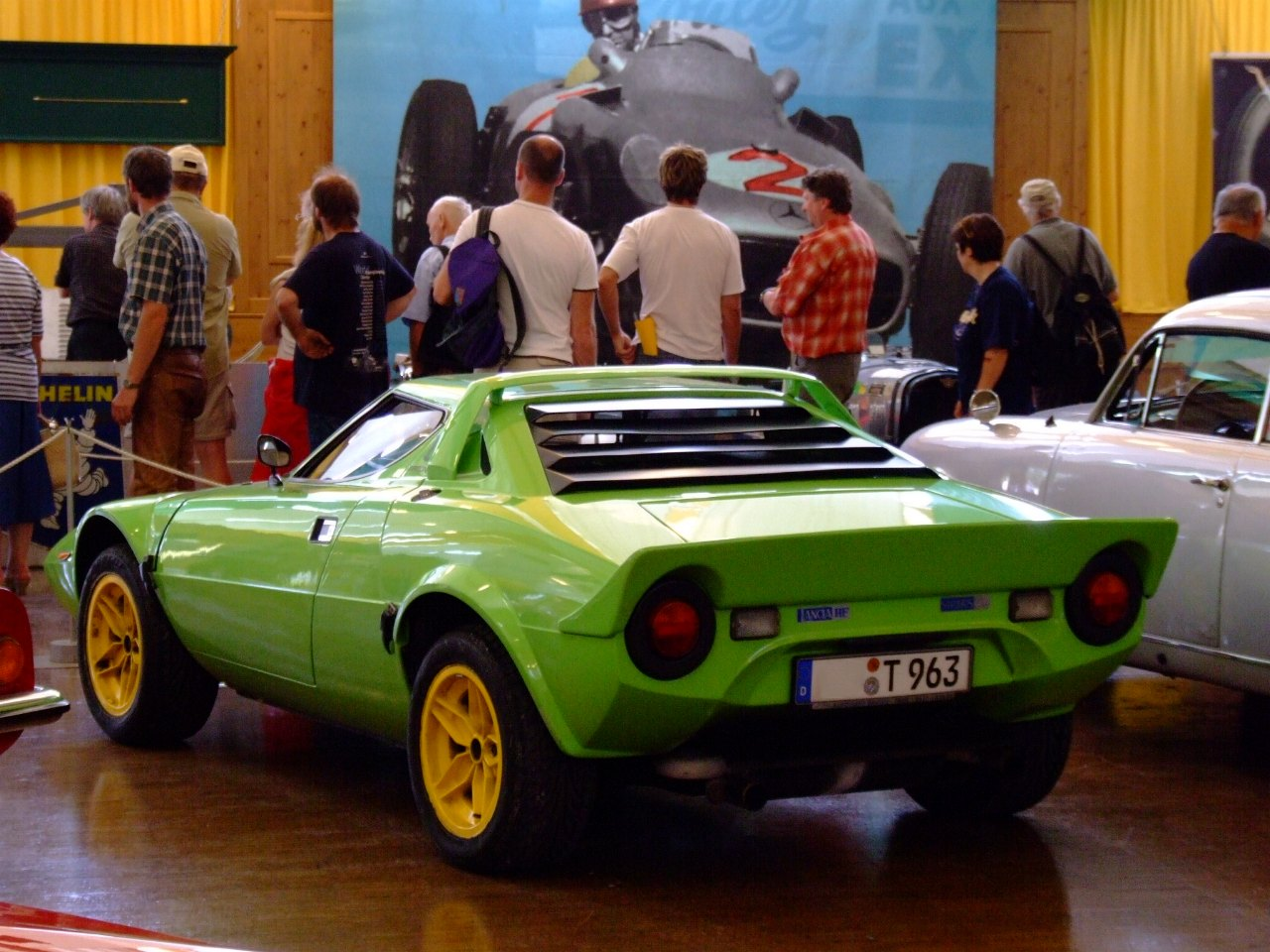
Produktionsbilen
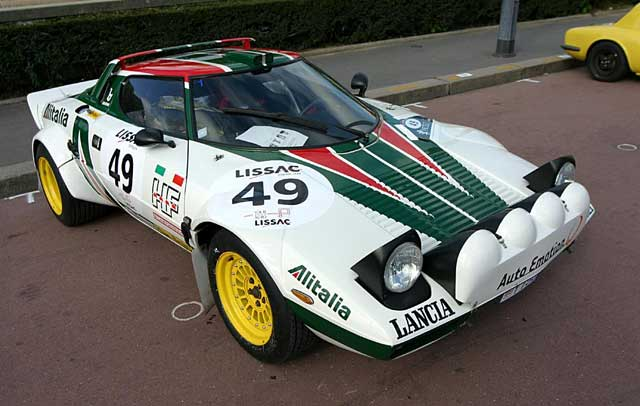
Tävlingsbilen